# Kleine zakspin
De kleine zakspin (Clubiona subtilis) is een spinnensoort in de taxonomische indeling van de struikzakspinnen (Clubionidae).
Het dier behoort tot het geslacht Clubiona. De wetenschappelijke naam van de soort werd voor het eerst geldig gepubliceerd in 1867 door Ludwig Carl Christian Koch.